# Wild Horses (dal)
A Wild Horses a Rolling Stones Sticky Fingers című lemezén megjelent egyik dala, amit Mick Jagger és Keith Richards írt. A Rolling Stone 2004-ben minden idők 500 legjobb dalának listáján a 334. helyen rangsorolta.

## Ötlet és megvalósítás
Az 1993-ban megjelent Jump Back: The Best of The Rolling Stones válogatáslemez lemezborító szövegén Jagger azt írta: "Mindig mindenki azt mondja, hogy ezt a dalt Marianne-ról írták, de én ezt nem hiszem. Ez már sokkal később született." A dal szövegét Keith Richards írta, s ő használta a "Wild Horses" kifejezést. 
Az első felvételt 3 nap alatt, 1969. december 2–4 között az alabamai Muscle Shoals Sound stúdióban készítették el. A dalt jogi buktatók miatt több mint egy évig nem jelentették meg, mivel perben álltak az előző kiadójukkal. A "Brown Sugar" mellett ez a Sticky Fingers lemezen megjelent másik dal, melynek jogain a Stones Allen Kleinnel osztozik. A dalban Jim Dickinson zongorázik, Keith Richards elektromos gitáron játszik, Richards és Mick Taylor pedig akusztikus gitáron kíséri a zenét.
A Rolling Stones 2006-os fellépésén Rio de Janeiróban Jagger "szomorú szerelmes dalként" jellemezte ezt a művet.
2007-ben Mick Jagger barátnője, Jerry Hall azt mondta, a "Wild Horses" a kedvenc Rolling Stones dala.

## Megjelenés és fogadtatás
Még mielőtt megjelent volna a dal a Sticky Fingers lemezen, Gram Parsons meggyőzte Jaggert és Richardsot, hogy engedjék meg, hadd játssza fel lemezre együttesével, a The Flying Burrito Brothers-zel a dalt. Bár a Rolling Stones már kazettán rögzítette a dalt, a Burrito Brothers változata volt az, ami elsőként megjelent. 1970. áprilisban, második lemezükön, a Burrito Deluxe-on látott napvilágot, egy évvel a Sticky Fingers megjelenése előtt.
1971-ben, második (csak az Amerikai Egyesült Államokban megjelent) kislemezükön ez a szám volt hallható. A Billboard Hot 100 listáján legjobb helyezése a 28. volt. Bár a Stones fellépésein népszerű szám volt, a "Wild Horses"-t csak az 1995-ben megjelent akusztikus élő lemezükön, a Strippeden jelent meg újra. Ezt a változatot 1996-ban jelentették meg kislemezként.
Más zenészek ezt előszeretettel adták elő saját feldolgozásukban. Ilyen énekes vagy együttes volt a The Sundays, a The Cranberries, Elvis Costello, Neil Young, az Old and in the Way, Leon Russell, a Guns N’ Roses, [Johnny Goudie, Sarah McLachlan, a Bush, a Labelle, a The Lovemongers és Chris Cornell, Robin Williamson, Jewel, Dave Matthews, a Garbage, Charlotte Martin, Chantal Kreviazuk, Alicia Keys ft. Adam Levine (Alicia Unplugged albumán), Tre Lux, az Iron & Wine, a Stone Sour, a Honeytribe, Sheryl Crow, Deacon Blue, Summerhill, Elisa, Melanie Safka, Mazzy Star, Kitty Hudson valamint Susan Boyle. A The Sundays változatát felhasználta a Budweiser sör az 1990-es évek elején látható televíziós reklámjában, ahol egy galoppozó Clydesdale lassan váltott képeit mutatták. Ez a változat szerepelt az 1996-os Fear thrillerben és a Buffy, a vámpírok réme sorozat harmadik évadjának egyik részében is.
Beth Hart amerikai és Jesper Binzer dán énekes közösen is előadták a dalt, amit rögzítettek is. Richard Marx úgy vette fel a számot, hogy a háttérben a vokált Jessica Andrews énekelte. Ez 2008-as Sundown lemezén jelent meg. Daniel Letterle előadásában felhangzott a CAMPmusical filmváltozatában is. A Rolling Stones változata a 2002-ben megjelent Adaptation filmben csendül fel. A Shine a Light film végén zenei aláfestésként a dal hangszeres változata szerepel.
2006. április 8-án Cui Jian kínai rockcsillag Jaggerrel énekelte ezt a dalt, mikor a Rolling Stones Sanghajban lépett fel. Eva Avila a Canadian Idol versenyzője et a dalt énekelte a legjobb 9 között.

### Susan Boyle változata
Az I Dreamed a Dream lemezzel bemutatkozó skót Susan Boyle első kislemeze.

## Külső hivatkozások
- Teljes hivatalos dalszöveg
- Rolling Stones: Wild Horses a YouTube-on
- Susan Boyle változata a YouTube-on